# Castelsarrasin
Ne doit pas être confondu avec Castel-Sarrazin.
Castelsarrasin, connue sous la Révolution sous le nom de Mont-Sarrazin, est une commune française, unique sous-préfecture du département de Tarn-et-Garonne et chef-lieu de l'arrondissement de Castelsarrasin, en région Occitanie.
La commune est également le siège de la communauté de communes Terres des confluences.
L'aire urbaine de Castelsarrasin comptait 27 861 habitants en 2017, ce qui en faisait la 23e aire urbaine de la nouvelle grande région Occitanie. C'est respectivement la ville-centre et la commune-centre d'une unité urbaine et d'une aire d'attraction. La population municipale s'élevant à 14 335 habitants au dernier recensement de 2022, Castelsarrasin est la deuxième commune du département en nombre d'habitants, après Montauban et devant Moissac.
Castelsarrasin se situe sur un axe important de communication reliant Bordeaux et l'Océan Atlantique au nord-ouest, à Narbonne et la Mer Méditerranée au sud-est, le tout via Toulouse. Cet axe important est notamment matérialisé par l'autoroute A62, qui contourne le centre-ville par le nord-est avant de desservir Castelsarrasin par une sortie au niveau de la zone industrielle de l'Artel. Le centre-ville de Castelsarrasin, à l'image de celui d'Agen, a la particularité d'être ceinturé de part et d'autre par la Garonne, et le Canal latéral à la Garonne qui fait partie du canal des deux mers.
Bien que Castelsarrasin ne fasse pas partie de l'aire d'attraction de Toulouse, elle est semble-t-il fortement influencée par cette proche agglomération d'environ 1,4 million d'habitants, tout comme le Tarn-et-Garonne de manière générale.
La plupart des habitants de la cité et d'une grande partie de son département nomme la ville par le diminutif « Castel ». Ses habitants sont appelés les Castelsarrasinois.

## Géographie

### Localisation
L'ouest de la commune se situe dans la vallée de la Garonne, qui est une plainte alluviale. Le caractère inconstructible des terrains situés dans cette zone est la raison pour laquelle cette partie de la commune est peu urbanisée.
Le centre-ville et les autres secteurs, bien plus urbanisés, se situent à une altitude légèrement plus élevée sur le versant Est de la vallée, ce qui leur permet d'être à l'abri des crues du fleuve.
Voici les villes notables les plus proches :

### Communes limitrophes
Castelsarrasin est limitrophe de onze autres communes.
| \| Saint-Nicolas-de-la-Grave \| Moissac \| Les Barthes \| \| Castelmayran \| Castelsarrasin \| Labastide-du-Temple, La Ville-Dieu-du-Temple \| \| Saint-Aignan, Castelferrus \| Cordes-Tolosannes \| Saint-Porquier \| \| Enclave : Castelmayran \| \| \| | Les limites communales de Castelsarrasin et celles de ses communes adjacentes. |                                              |
| Saint-Nicolas-de-la-Grave | Moissac                                                                        | Les Barthes                                  |
| Castelmayran | Castelsarrasin                                                                 | Labastide-du-Temple, La Ville-Dieu-du-Temple |
| Saint-Aignan, Castelferrus | Cordes-Tolosannes                                                              | Saint-Porquier                               |
| Enclave : Castelmayran |                                                                                |                                              |

### Relief et géologie
La superficie de la commune est de 7 677 hectares. Son altitude varie de 61  à   97 mètres.

### Hydrographie

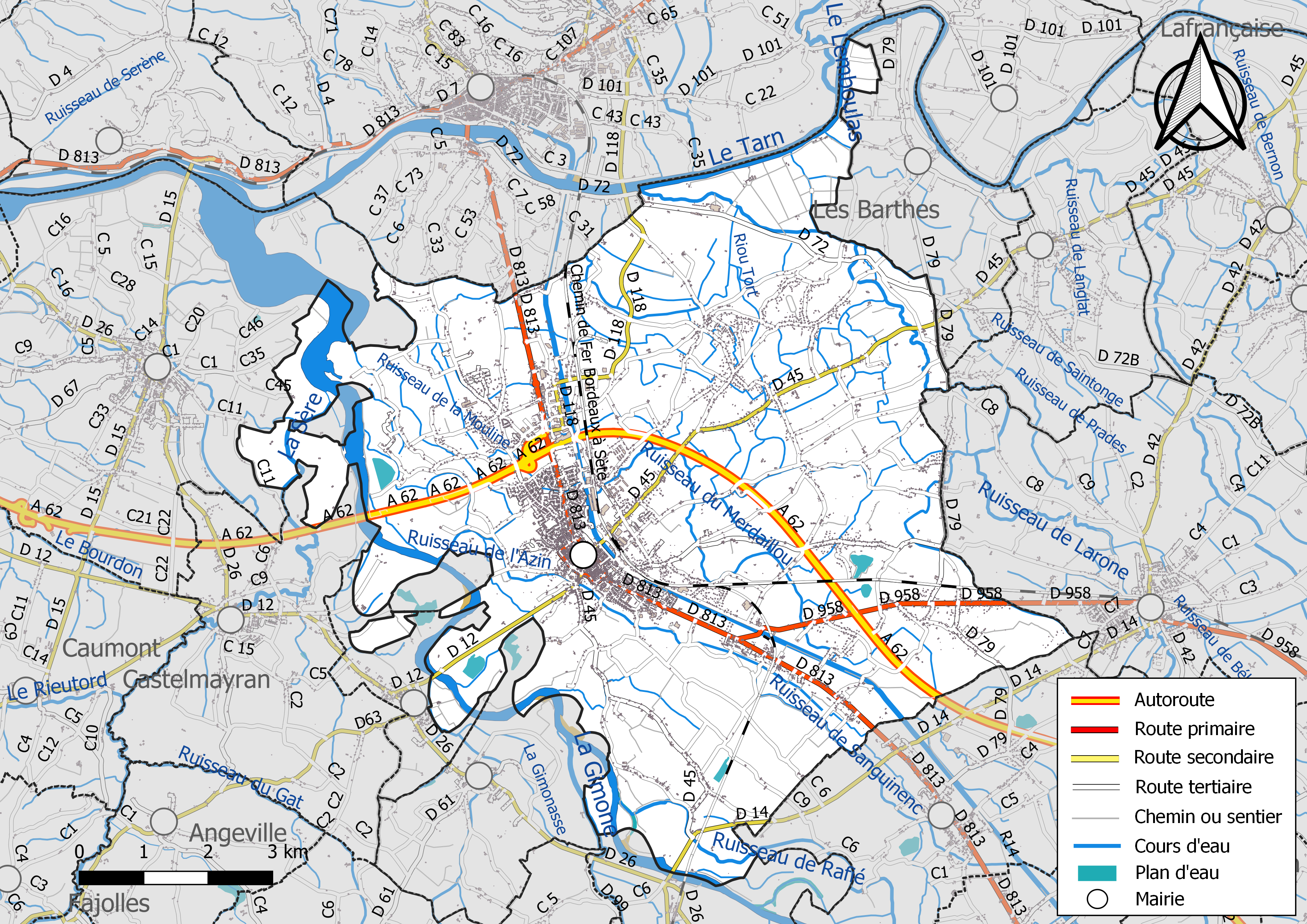
Réseaux hydrographique et routier de Castelsarrasin.

La commune se situe dans le bassin versant de la Garonne, au sein du bassin hydrographique Adour-Garonne.
Elle est drainée par la Garonne, la Gimone, le Tarn, le Lemboulas, la Sère, le ruisseau de Larone, le ruisseau de Rafié, le ruisseau du Bartac, le ruisseau de la Ravajole, le ruisseau de l'Azin, le ruisseau de Millole, le ruisseau de Montagné, le ruisseau de Saint-Michel, et par un petit cours d'eau[précision nécessaire], constituant un réseau hydrographique de 147 km de longueur totale,.
La Garonne est un fleuve principalement français, prenant sa source en Espagne, et qui s'écoule sur 529 km avant de se jeter dans l’océan Atlantique. Elle longe le territoire communal sur son flanc ouest.
La Gimone, d'une longueur totale de 136 km, prend sa source dans la commune de Saint-Loup-en-Comminges et s'écoule du sud vers le nord. Elle traverse la commune et se jette dans la Garonne à Castelferrus, après avoir traversé 54 communes.
Le Tarn, d'une longueur totale de 380 km, prend sa source dans la commune de Pont de Montvert - Sud Mont Lozère et s'écoule d'est en ouest. Il longe la  partie nord de la commune, et se jette dans la Garonne à Saint-Nicolas-de-la-Grave, après avoir traversé 98 communes.
Le Lemboulas, d'une longueur totale de 56,7 km, prend sa source dans la commune de Lalbenque et s'écoule du nord-est au sud-ouest. Il se jette dans le Tarn, sur le territoire communal, après avoir traversé 15 communes.
La Sère, d'une longueur totale de 31,8 km, prend sa source dans la commune de Castéron et s'écoule du sud-ouest vers le nord-ouest. Elle se jette dans la Garonne, sur le territoire communal, après avoir traversé 15 communes.
Le ruisseau de Larone, d'une longueur totale de 23,6 km, prend sa source dans la commune de Montech et s'écoule du sud-est vers le nord-ouest. Il se jette dans le Tarn, sur le territoire communal, après avoir traversé 8 communes.
Enfin, le ruisseau de Rafié, d'une longueur totale de 15,5 km, prend sa source dans la commune de Montech et s'écoule d'est en ouest. Il se jette dans la Garonne sur le territoire communal, après avoir traversé 5 communes.

### Climat
Pour des articles plus généraux, voir Climat de l'Occitanie et Climat de Tarn-et-Garonne.
En 2010, le climat de la commune est de type climat du Bassin du Sud-Ouest, selon une étude du Centre national de la recherche scientifique s'appuyant sur une série de données couvrant la période 1971-2000. En 2020, Météo-France publie une typologie des climats de la France métropolitaine dans laquelle la commune est exposée à un climat océanique altéré et est dans la région climatique Aquitaine, Gascogne, caractérisée par une pluviométrie abondante au printemps, modérée en automne, un faible ensoleillement au printemps, un été chaud (19,5 °C), des vents faibles, des brouillards fréquents en automne et en hiver et des orages fréquents en été (15 à 20 jours).
Pour la période 1971-2000, la température annuelle moyenne est de 13,5 °C, avec une amplitude thermique annuelle de 15,6 °C. Le cumul annuel moyen de précipitations est de 747 mm, avec 9,1 jours de précipitations en janvier et 6 jours en juillet. Pour la période 1991-2020, la température moyenne annuelle observée sur la station météorologique installée sur la commune est de 13,6 °C et le cumul annuel moyen de précipitations est de 698,6 mm. 
La température maximale relevée sur cette station est de 43,1 °C, atteinte le 24 août 2023 ; la température minimale est de −13,8 °C, atteinte le 9 février 2012,,.
| Mois                                  | jan.            | fév.           | mars          | avril           | mai             | juin          | jui.           | août           | sep.           | oct.            | nov.            | déc.          | année      |
| ------------------------------------- | --------------- | -------------- | ------------- | --------------- | --------------- | ------------- | -------------- | -------------- | -------------- | --------------- | --------------- | ------------- | ---------- |
| Température minimale moyenne (°C)     | 1,7             | 1,4            | 3,8           | 6,3             | 9,8             | 13,5          | 15,3           | 15,2           | 11,6           | 8,7             | 4,7             | 2,3           | 7,9        |
| Température moyenne (°C)              | 5,6             | 6,5            | 9,7           | 12,5            | 16,2            | 19,9          | 22,1           | 22,1           | 18,4           | 14,4            | 9,2             | 6,2           | 13,6       |
| Température maximale moyenne (°C)     | 9,5             | 11,6           | 15,6          | 18,7            | 22,5            | 26,4          | 29             | 29             | 25,3           | 20,1            | 13,7            | 10            | 19,3       |
| Record de froid (°C) date du record   | −9,4 13.01.03   | −13,8 09.02.12 | −9,9 01.03.05 | −3,4 22.04.1991 | −0,1 06.05.19   | 3,7 01.06.06  | 7,5 01.07.1991 | 5,4 29.08.1995 | 2,3 19.09.1994 | −4,3 31.10.1997 | −8,5 22.11.1998 | −8 09.12.1991 | −13,8 2012 |
| Record de chaleur (°C) date du record | 18,4 25.01.1995 | 25 23.02.1990  | 26,7 20.03.05 | 30,3 30.04.05   | 34,7 16.05.1992 | 40,2 27.06.19 | 40,5 18.07.22  | 43,1 24.08.23  | 36,7 09.09.23  | 33,3 01.10.23   | 24,7 07.11.15   | 18,6 23.12.22 | 43,1 2023  |
| Précipitations (mm)                   | 62,4            | 48,8           | 52,9          | 69,7            | 72,9            | 59,2          | 43,9           | 50,1           | 54,4           | 54,6            | 62,8            | 66,9          | 698,6      |

| Diagramme climatique                                  |             |             |             |             |              |            |            |              |             |             |           |
| J                                                     | F           | M           | A           | M           | J            | J          | A          | S            | O           | N           | D         |
| 9,51,762,4                                            | 11,61,448,8 | 15,63,852,9 | 18,76,369,7 | 22,59,872,9 | 26,413,559,2 | 2915,343,9 | 2915,250,1 | 25,311,654,4 | 20,18,754,6 | 13,74,762,8 | 102,366,9 |
| Moyennes : • Temp. maxi et mini °C • Précipitation mm |             |             |             |             |              |            |            |              |             |             |           |

Les paramètres climatiques de la commune ont été estimés pour le milieu du siècle (2041-2070) selon différents scénarios d'émission de gaz à effet de serre à partir des nouvelles projections climatiques de référence DRIAS-2020. Ils sont consultables sur un site dédié publié par Météo-France en novembre 2022.

## Urbanisme

### Typologie
Au 1er janvier 2024, Castelsarrasin est catégorisée petite ville, selon la nouvelle grille communale de densité à sept niveaux définie par l'Insee en 2022.
Elle appartient à l'unité urbaine de Castelsarrasin, une agglomération intra-départementale regroupant deux  communes, dont elle est ville-centre,,. Par ailleurs la commune fait partie de l'aire d'attraction de Castelsarrasin, dont elle est la commune-centre,. Cette aire, qui regroupe 6 communes, est catégorisée dans les aires de moins de 50 000 habitants,.

### Occupation des sols

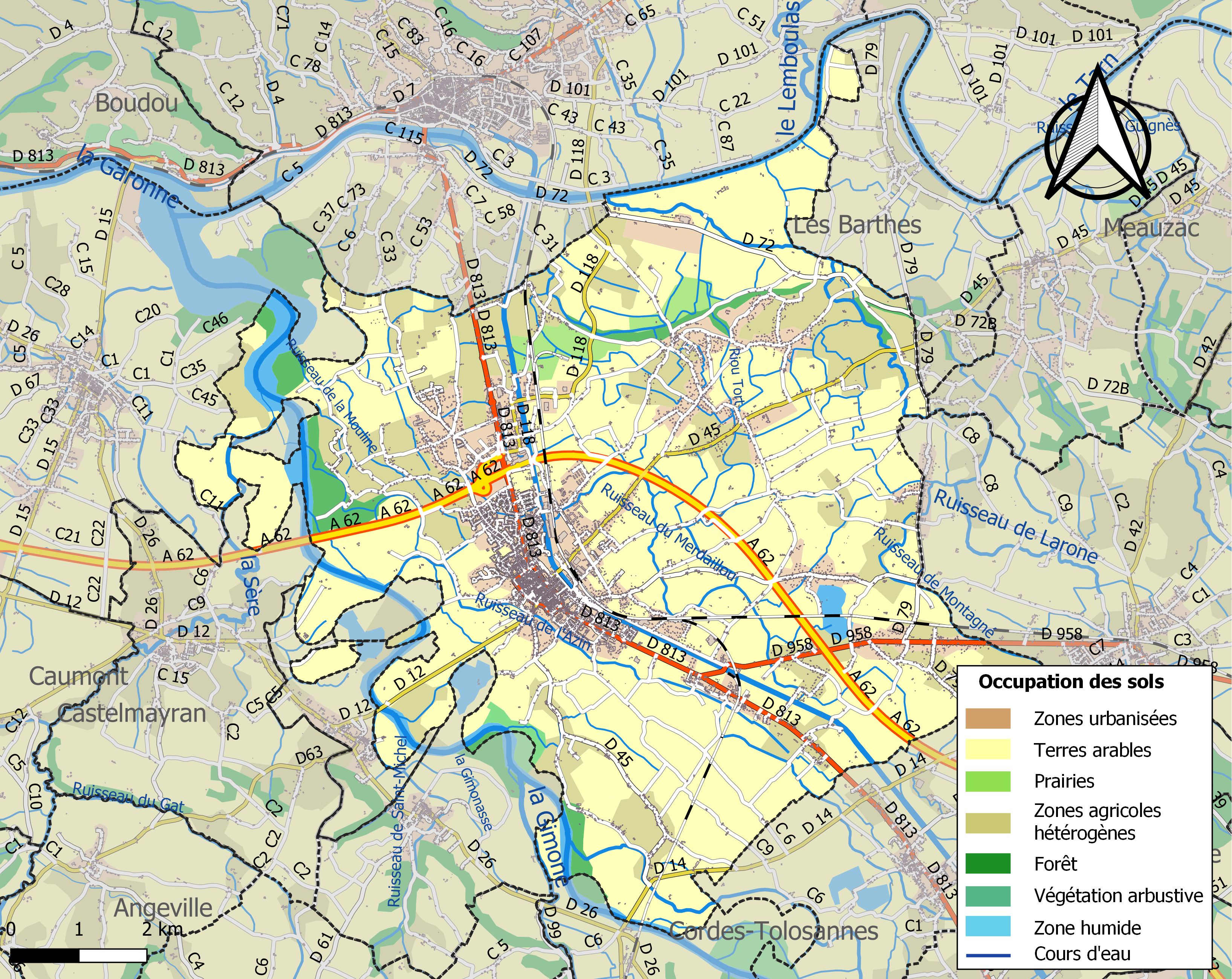
Carte des infrastructures et de l'occupation des sols de la commune en 2018 (CLC).

L'occupation des sols de la commune, telle qu'elle ressort de la base de données européenne d’occupation biophysique des sols Corine Land Cover (CLC), est marquée par l'importance des territoires agricoles (80,3 % en 2018), en diminution par rapport à 1990 (86,2 %). La répartition détaillée en 2018 est la suivante : 
terres arables (50,1 %), zones agricoles hétérogènes (18,8 %), zones urbanisées (10,4 %), cultures permanentes (9,8 %), zones industrielles ou commerciales et réseaux de communication (3,3 %), eaux continentales (2,9 %), forêts (2,8 %), prairies (1,6 %), milieux à végétation arbustive et/ou herbacée (0,3 %). L'évolution de l’occupation des sols de la commune et de ses infrastructures peut être observée sur les différentes représentations cartographiques du territoire : la carte de Cassini (XVIIIe siècle), la carte d'état-major (1820-1866) et les cartes ou photos aériennes de l'IGN pour la période actuelle (1950 à aujourd'hui).

### Voies de communication et transports

#### Voies routières
Les principaux axes routiers desservant la ville sont l'autoroute A62 par la sortie  no 9 « Castelsarrasin », et l'ancienne route nationale 113 qui est devenue la route départementale 813 à la suite des déclassements de routes nationales de 2005. La plupart des axes routiers secondaires existants convergent vers le centre-ville.
Un boulevard circulaire fait le tour du centre-ville. La particularité de ce boulevard est qu'il est presque entièrement à sens unique. Cela peut parfois compliquer les trajets entre certains quartiers de la ville.

#### Transports en commun
La ville est traversée par la ligne Bordeaux-Sète. Des trains l'empruntent et desservent la gare de Castelsarrasin.
La ligne LGV Bordeaux-Toulouse, traversera l’extrémité sud de Castelsarrasin, dans les quartiers résidentiels de Bénis et Saint Martin Belcassé.
Une ligne du réseau régional de bus relie Montauban à Castelsarrasin à raison de 37 allers-retours quotidiens.
| Ligne | Tracé                      |
| ----- | -------------------------- |
| 803   | Montauban ↔ Castelsarrasin |

La ville est desservie par le réseau de transports en commun de Castelsarrasin, La Tulipe, réseau qui comporte deux lignes, dont une ligne circulaire partagée en deux (sens pair et impair).

#### Canal de Garonne
Le Canal de Garonne, qui fait partie du Canal latéral à la Garonne, traverse la ville du nord au sud. Il est un élément essentiel du tourisme, en raison du nombre important de plaisanciers qui l'empruntent, de la voie verte utilisée par les promeneurs en tous genres, et de l'attrait du Port Jacques-Yves-Cousteau.

#### Transports aériens
L’aérodrome de Castelsarrasin, se situe dans la partie nord-est de la ville, dans le quartier de Gandalou. Il a essentiellement une vocation de loisirs aériens.

### Risques majeurs
Le territoire de la commune de Castelsarrasin est vulnérable à différents aléas naturels : météorologiques (tempête, orage, neige, grand froid, canicule ou sécheresse), inondations, mouvements de terrains et séisme (sismicité très faible). Il est également exposé à trois risques technologiques, le transport de matières dangereuses et  le risque industriel et le risque nucléaire. Un site publié par le BRGM permet d'évaluer simplement et rapidement les risques d'un bien localisé soit par son adresse soit par le numéro de sa parcelle.

#### Risques naturels
La commune fait partie du territoire à risques importants d'inondation (TRI) de Montauban-Moissac, regroupant 15 communes concernées par un risque de débordement du Tarn, un des 18 TRI qui ont été arrêtés fin 2012 sur le bassin Adour-Garonne. La crue historique de mars 1930 a provoqué des dégâts considérables. Le sinistre a fait 210 morts et près de 10 000 sinistrés. 120 morts ont été recensés pour la seule ville de Moissac après la rupture des digues et 2 769 maisons ont été détruites en Tarn-et-Garonne. Des cartes des surfaces inondables ont été établies pour trois scénarios : fréquent (crue de temps de retour de 10 ans à 30 ans), moyen (temps de retour de 100 ans à 300 ans) et extrême (temps de retour de l'ordre de 1 000 ans, qui met en défaut tout système de protection). La commune a été reconnue en état de catastrophe naturelle au titre des dommages causés par les inondations et coulées de boue survenues en 1988, 1994, 1996, 1999, 2000, 2005, 2006, 2018 et 2022,.
Castelsarrasin est exposée au risque de feu de forêt. Le département de Tarn-et-Garonne présentant toutefois globalement un niveau d’aléa moyen à faible très localisé, aucun Plan départemental de protection des forêts contre les risques d’incendie de forêt (PFCIF) n'a été élaboré. Le débroussaillement aux abords des maisons constitue l’une des meilleures protections pour les particuliers contre le feu,.

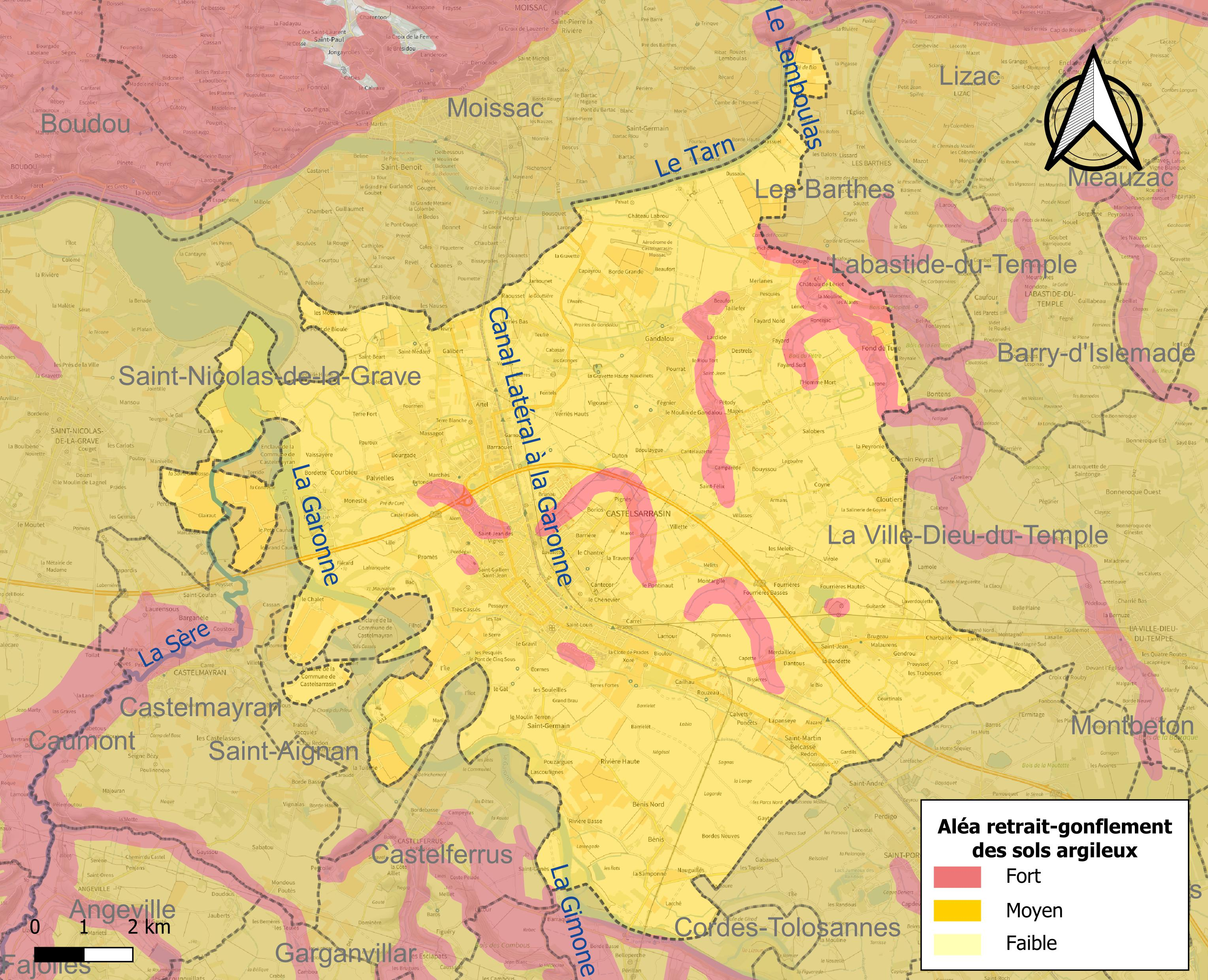
Carte des zones d'aléa retrait-gonflement des sols argileux de Castelsarrasin.

Les mouvements de terrains susceptibles de se produire sur la commune sont des tassements différentiels.
Le retrait-gonflement des sols argileux est susceptible d'engendrer des dommages importants aux bâtiments en cas d’alternance de périodes de sécheresse et de pluie. La totalité de la commune est en aléa moyen ou fort (92 % au niveau départemental et 48,5 % au niveau national). Sur les 4 723 bâtiments dénombrés sur la commune en 2019, 4 723 sont en aléa moyen ou fort, soit 100 %, à comparer aux 96 % au niveau départemental et 54 % au niveau national. Une cartographie de l'exposition du territoire national au retrait gonflement des sols argileux est disponible sur le site du BRGM,.
Par ailleurs, afin de mieux appréhender le risque d’affaissement de terrain, l'inventaire national des cavités souterraines permet de localiser celles situées sur la commune.

#### Risques technologiques
La commune est exposée au risque industriel du fait de la présence sur son territoire d'une entreprise soumise à la directive européenne SEVESO.
Le risque de transport de matières dangereuses sur la commune est lié à sa traversée par des infrastructures routières ou ferroviaires importantes ou la présence d'une canalisation de transport d'hydrocarbures. Un accident se produisant sur de telles infrastructures est susceptible d’avoir des effets graves sur les biens, les personnes ou l'environnement, selon la nature du matériau transporté. Des dispositions d’urbanisme peuvent être préconisées en conséquence.
En cas d’accident grave, certaines installations nucléaires sont susceptibles de rejeter dans l’atmosphère de l’iode radioactif. La commune étant située dans le périmètre de sûreté de 20 km autour de la centrale nucléaire de Golfech, elle est exposée au risque nucléaire. En cas d'accident nucléaire, une alerte est donnée par différents médias (sirène, sms, radio, véhicules). Dès l'alerte, les personnes habitant dans le périmètre de 2 km se mettent à l'abri. Les personnes habitant dans le périmètre de 20 km peuvent être amenées, sur ordre du préfet, à évacuer et ingérer des comprimés d'iode,,.

## Toponymie
Le nom officiel et français de la commune est Castelsarrasin [kastɛlsaʁazɛ̃], parfois orthographié Castelsarrazin. Ceci est une francisation du nom occitan originel Castèlsarrasin, plus communément Los Sarrasins. Pendant la Révolution française le nom officiel de la ville a été brièvement Mont-Sarrazin[réf. nécessaire].
Le nom de la localité est attesté sous la forme Castrum Cerrucium au IXe siècle, puis Castro Sarreceno en 1156.
Il s'agit d'une formation toponymique médiévale en Castèl-, cognat occitan du français « château » (cf. Castelnau). Le second élément -sarrasin est la forme altérée de *Cerrucinum, nom antique de la localité réutilisé dans la nouvelle formation médiévale en Castèl-. Il s'agit d'un procédé fréquent en toponymie, par exemple Castel-Roussillon (Pyrénées-Orientales, Ruscino au Ier siècle) est construit selon le même principe.
Albert Dauzat considère que le nom de lieu initial est du type *Cerrucinum, c'est-à-dire *Cerrucius, anthroponyme latin conjecturel, basé sur le nom de personne Cerius, bien attesté, suivi du suffixe -inum, fréquent en toponymie et qui a donné la terminaison -in dans la plupart des cas. *Cerrucin a été réinterprété en Sarracin, puis Sarrasin par attraction paronymique du mot bien connu, avec lequel il n'a pourtant aucun rapport. Il existe un homonyme Castel-Sarrazin (Landes).
Mise à jour du 01 mars 2024 :
Selon P.-H. Billy, l'identification faite par A. Dauzat entre le castrum quod Cerrucium vocatur attesté en 847 et Castelsarrasin est erronée. La ville est attestée seulement au XIIè siècle, en 1137 Castelli Sarraceni puis Castro Sarraceno en 1156. Le latin castellum (qui apparait dans le nom de 1137), diminutif de castrum (employé en 1156), a désigné, durant le haut Moyen Âge, toute fortification érigée dans un but militaire ou de protection (d'une abbaye, d'une ville ...) puis, dès l'an mil, une ville fortifiée. Ici, il s'agit d'un château seigneurial établi par les comtes de Toulouse et dont le nom serait lié à un personnage, Ramondus Sarracenus. Lié à la famille comtale par sa femme, ce dernier aurait été chargé de mettre en place, outre les sauvetés (fondations urbaines autour de l'asile d'une église) de Montech en 1134 et de Montauban en1144, le castelnau (fondation urbaine autour du château) qui a pris son nom. La forme occitane Castel Sarrazi apparait en 1162 tandis que la forme française actuelle semble n'apparaitre qu'au milieu du XVIIIè siècle et ne figure dans les nomenclatures officielles qu'en 1818.
Gandalou / Gandalor
Il existe un hameau de la commune appelé Gandalou (en occitan Gandalor [gan.da.ˈlu]), site d'une fortification attesté en 961 dans une phrase latine Castello quod vocant Vuandalors, qui en revanche fait directement référence à un peuple étranger, c'est-à-dire « (ferme des) Vandales », au génitif pluriel.

## Histoire
Le début de l’histoire de la ville est marqué par les guerres : contre les Aquitains jusqu’à la fin du XIIe siècle, puis croisade des Albigeois pendant la première moitié du XIIIe siècle. À cette époque, la ville est administrée par des consuls et reçoit ses premières coutumes (textes de droit régissant la ville) en 1230.
Au XIVe siècle, l'intolérance religieuse fait encore des ravages, et en 1320, lors de la deuxième croisade des Pastoureaux des milliers de Juifs seront tués dans la région, dont 160 rien qu'à Castelsarrasin.
Dès 1337, on avait clos d'un mur la porte de Garonne et enduit la tour de l'avenue de Moissac.
Au cours des XIVe siècle et XVe siècle, les inondations, la peste, et surtout la guerre de Cent Ans vont ravager le pays qui ne connaîtra que quelques dizaines d’années d’accalmie au début du XVIe.
Car, dès 1560, débutent les guerres de religion durant lesquelles, Castelsarrasin la catholique, est aux prises avec le reste de la région, plutôt protestant. L’église Saint-Sauveur est d’ailleurs une des rares qui ait échappé à la destruction dans le secteur.
À la fin du XVIIe siècle, Antoine Laumet, dit Lamothe Cadillac naquit à Saint-Nicolas-de-la-Grave, non loin de Castelsarrasin. Envoyé par le roi de France aux Amériques, il y fonda la ville de Détroit, puis fut nommé gouverneur de Louisiane en 1710. En signe de reconnaissance, Détroit donna son nom à la célèbre marque d’automobiles et des « Rencontres Cadillac » sont célébrées tous les deux ans à Castelsarrasin.
Revenu en France, il devint gouverneur de Castelsarrasin le 11 février 1723 et y meurt quelques années plus tard, en octobre 1730.
Les siècles suivants, jusqu’à la Révolution de 1789, seront plus calmes. À Castelsarrasin, comme partout en France, la fin du XVIIIe siècle sera agitée, avec la mise en place de la République, puis du Premier Empire.
De 1790 à 1795, Castelsarrasin était le chef-lieu du district de Castelsarrasin, anciennement établie en Haute Garonne.
À partir de 1850, la ville qui compte 7 000 habitants commence à se développer et à s’étendre, en particulier grâce à l’arrivée du chemin de fer, puis de « l’Usine ». De même, en 1875, une caserne est construite ; la ville a encore aujourd’hui son régiment qui contribue largement à son dynamisme.
Au printemps 1944, une partie du 4e régiment SS « Der Führer » de la division « Das Reich » y est cantonnée, avant d’être appelée en Normandie et de commettre de nombreuses exactions et massacres en route, dont celui d’Oradour-sur-Glane.
Au XXe siècle, malgré les terribles saignées des deux guerres, la ville poursuit son expansion jusqu’à nos jours où elle s’affirme comme le deuxième site économique de Tarn-et-Garonne.
En mai 1968, la sous-préfecture de Tarn-et-Garonne est après Montauban, la deuxième ville où le mouvement de grève s'étend. « Au contraire de ce que l'on aurait pu penser, l'usine Cégédur-Péchiney, avec son millier d'ouvriers métallos, ne sera pas le fer de lance des manifestations de ce mai 68 castelsarrasinois, et c'est encore moins la CGT, le syndicat le plus puissant au sein de l'usine, qui en a été l'instigateur ». Ce sont bien les lycéens, aidés par leurs surveillants, dont beaucoup étaient encartés au PSU, qui ont lancé le mouvement. Dans ce département, qui était à l'époque essentiellement agricole, les paysans ne seront pas en reste. Le leader syndicaliste communiste, Paul Ardouin qui a fait ses classes auprès de Renaud Jean parvient à mobiliser plusieurs centaines de petits exploitants agricoles.

## Politique et administration

### Administration municipale
Le nombre d'habitants au recensement de 2017 étant compris entre 10 000 habitants et 19 999 habitants au dernier recensement, le nombre de membres du conseil municipal est de trente trois,.

### Tendances politiques et résultats
Du point de vue politique, la ville est difficilement situable. Depuis 1985, aucun membre d'un parti politique n'a été élu maire de la ville.
Néanmoins, l'élection présidentielle française de 2017, a laissé apparaître une tendance en faveur du Front national. Le parti d'extrême-droite y a en effet réalisé d'importants scores, allant de 31,85 % au premier tour à 48,51 % au second tour. Cette tendance semble quasiment généralisée à la plupart des communes longeant la Garonne, depuis le sud du Tarn-et-Garonne jusqu'à l'estuaire de la Gironde.
Concernant ces élections présidentielles dans la commune, il convient toutefois de noter que malgré le moindre score d'Emmanuel Macron au premier tour (20,03 %), ce dernier l'a emporté avec 51,49 % de voix au second tour. La tendance reste donc incertaine.

### Instances administratives, judiciaires et militaires
Castelsarrasin étant la sous-préfecture du Tarn et Garonne, un bâtiment, situé au 44 rue de la Fraternité, abrite les attributions qui lui sont octroyées par l'administration. Depuis le 9 mars 2020, la sous-préfète est Sarah Ghobadi. En poste à Castelsarrasin de 2012 à 2014, Myriam Garcia fut le premier sous-préfet d'arrondissement féminin de l'histoire de la France.
La ville est le siège de la Communauté de communes Terres des confluences, qui est un acteur essentiel du développement économique de la ville. En effet, celle-ci lui a permis d'acquérir une plus grande influence sur les zones environnantes, avec de plus de 40 000 habitants sur l'ensemble de l'intercommunalité. La dénomination de l'intercommunalité « Terres des confluences » est nouvelle. Elle est née le 1er janvier 2017 de la fusion entre les communautés de communes « Terre de confluences » et « Sère-Garonne-Gimone ». Avant 2014, elle se nommait «Communauté de communes Castelsarrasin-Moissac» et se limitait à ces deux communes.
La ville est le siège d'un tribunal de proximité. Ce tribunal, appartenant au ressort de la Cour d'appel de Toulouse, dépend du tribunal judiciaire de Montauban depuis l'entrée en vigueur de la loi de programmation 2018-2022 et de réforme pour la justice, et sa compétence territoriale correspond à l'arrondissement de Castelsarrasin. Le tribunal, comme la sous-préfecture, se situe dans la rue de la Fraternité.
Un commissariat de la police nationale, une brigade de la gendarmerie nationale et une section d'agents de surveillance de la voie publique couvrent Castelsarrasin et sa périphérie.
Enfin, depuis 1971, la ville est la garnison du 31e régiment du génie (RG) de l'Armée de Terre.
Antérieurement, entre 1949 et 1971, stationnait à la caserne Banel, le 17e bataillon (devenu régiment en 1963) du génie aéroporté (RGAP), aujourd’hui à Montauban sous l'appellation 17e régiment du génie parachutiste (RGP). Jusqu'en 2015, la caserne Banel a été utilisée comme une annexe du 31e régiment du génie (RG) de l'Armée de Terre. Les bâtiments de la caserne ont été remis à disposition de la commune, qui en est désormais le propriétaire.

### Jumelages
- Fiume Veneto (Italie) depuis le 22 septembre 2007.

## Population et société

### Démographie
L'évolution du nombre d'habitants est connue à travers les recensements de la population effectués dans la commune depuis 1793. Pour les communes de plus de 10 000 habitants les recensements ont lieu chaque année à la suite d'une enquête par sondage auprès d'un échantillon d'adresses représentant 8 % de leurs logements, contrairement aux autres communes qui ont un recensement réel tous les cinq ans,.

En 2022, la commune comptait 14 335 habitants, en évolution de +2,91 % par rapport à 2016 (Tarn-et-Garonne : +3,12 %, France hors Mayotte : +2,11 %).
| 1793  | 1800  | 1806  | 1821  | 1831  | 1836  | 1841  | 1846  | 1851  |
| ----- | ----- | ----- | ----- | ----- | ----- | ----- | ----- | ----- |
| 6 500 | 6 104 | 6 487 | 6 946 | 7 092 | 7 408 | 7 008 | 7 250 | 7 208 |

| 1856  | 1861  | 1866  | 1872  | 1876  | 1881  | 1886  | 1891  | 1896  |
| ----- | ----- | ----- | ----- | ----- | ----- | ----- | ----- | ----- |
| 6 894 | 6 838 | 6 835 | 6 514 | 6 906 | 7 245 | 7 590 | 7 772 | 7 871 |

| 1901  | 1906  | 1911  | 1921  | 1926  | 1931  | 1936  | 1946  | 1954   |
| ----- | ----- | ----- | ----- | ----- | ----- | ----- | ----- | ------ |
| 7 858 | 7 496 | 6 996 | 6 707 | 7 546 | 8 040 | 7 768 | 8 360 | 10 098 |

| 1962   | 1968   | 1975   | 1982   | 1990   | 1999   | 2006   | 2011   | 2016   |
| ------ | ------ | ------ | ------ | ------ | ------ | ------ | ------ | ------ |
| 10 388 | 11 318 | 10 752 | 10 924 | 11 317 | 11 352 | 12 740 | 13 054 | 13 929 |

| 2021   | 2022   | - | - | - | - | - | - | - |
| ------ | ------ | - | - | - | - | - | - | - |
| 14 178 | 14 335 | - | - | - | - | - | - | - |

| selon la population municipale des années : | 1968 | 1975 | 1982 | 1990 | 1999 | 2006 | 2009 | 2013 |
| Rang de la commune dans le département      | 3    | 3    | 3    | 3    | 3    | 2    | 2    | 2    |
| Nombre de communes du département           | 195  | 195  | 195  | 195  | 195  | 195  | 195  | 195  |

### Enseignement
Castelsarrasin fait partie de l'académie de Toulouse.
L'éducation occupe une large place au sein de la ville
- Lycée général et technologique Jean-de-Prades, (+ post bac avec le BTS assistant de gestion PME-PMI).
- Lycée professionnel Jean-de-Prades.
- collège Jean-de-Prades.
- Collège Pierre-Flamens.
- Huit écoles primaires et sept écoles maternelles, dont deux groupes scolaires dans les quartiers périphériques.

### Santé
La commune dispose de l’hôpital intercommunal Castelsarrasin-Moissac, pour les moyens et longs séjours, les soins palliatifs, et la maison de retraite. Le service des urgences de ce même hôpital se situe dans la commune voisine, Moissac.

### Social

#### Associations

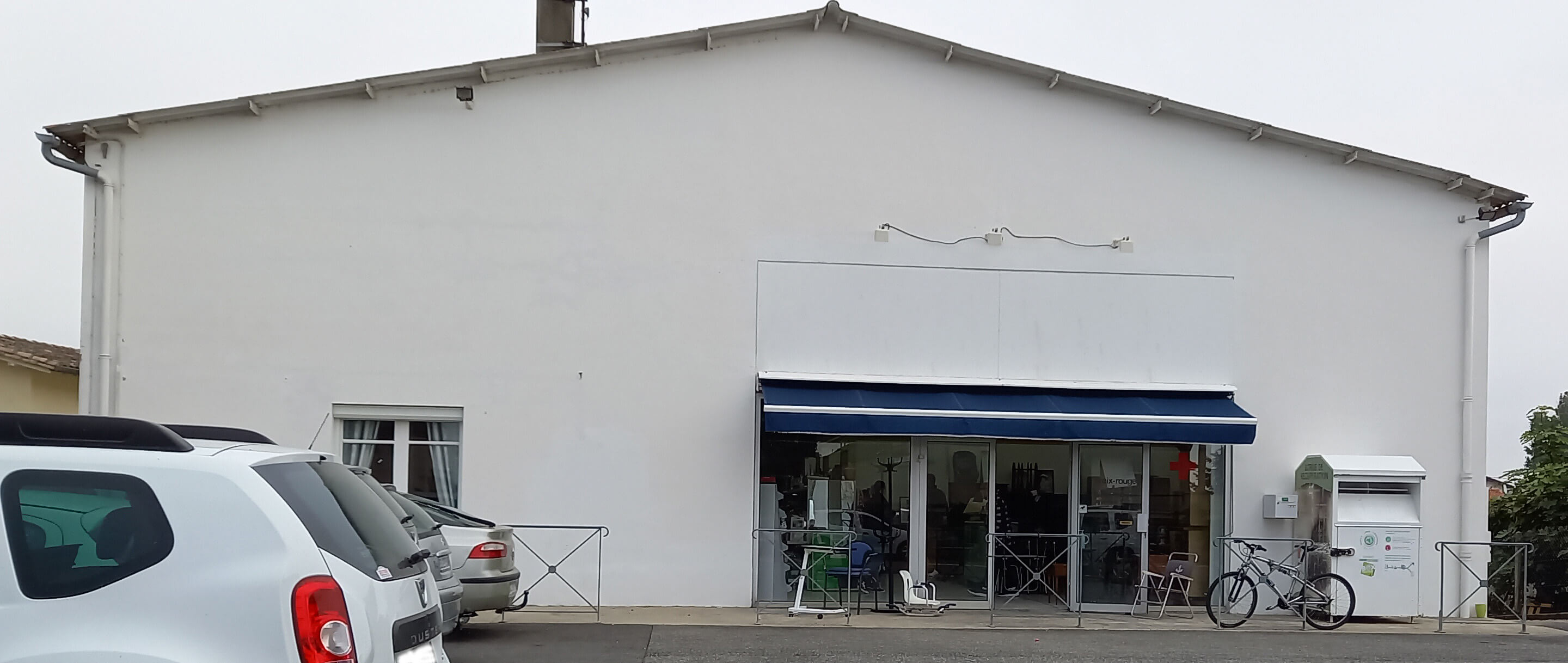
Siège communal de la Croix-Rouge.

La commune comprend environ 110 associations actives sur son territoire, en particulier dans le domaine du sport, de la culture, et des animations sociales.
La Croix-Rouge y a créé un comité en 1942. Depuis octobre 2020 son siège est situé au 40 bis route de Toulouse.

### Manifestations culturelles et festivités
De 2015 à 2016, la ville a accueilli le Festival Alors.. CHANTE !, initialement basé à Montauban. Fin 2016, l'association qui gère ce festival a déposé le bilan. Une autre association a été créée avec de nouveaux partenaires, pour créer un nouveau festival, qui débutera en mai 2017, sous le nom de Festival Grain de sel.
La ville a accueilli la 17e étape du Tour de France 2007 ainsi que deux départs d'étapes du Tour de France en 2001 et 2004 et un passage le 20 juillet 2012.

### Sports
Les activités sportives dans la ville sont assez diversifiées et nombreuses.
Le Cercle athlétique castelsarrasinois, club de Rugby à XV évolue dans le championnat de France de 1re division fédérale. Ils jouent en rouge et blanc. La ville a accueilli les entrainements de l'équipe des Fidji durant la coupe du monde de rugby à XV 2007. Le club joue ses matchs au stade Adrien-Alary.
Pour le football, il existe deux clubs, le Gandalou Football Club (GFC), situé dans le quartier de Gandalou, qui évolue en première division de district, et l'Entente Football Castel-Moissac, qui évolue en promotion d'honneur.
Le CAC cyclisme, club centenaire, compte parmi les plus importants clubs de cyclisme de France.
Parmi les autres activités existantes, l'on peut citer le tennis, le basket-ball, le hand-ball, l’athlétisme, etc. De plus, diverses franchises gestionnaires de salles de sport et de fitness ont ouvert ces dernières années, notamment dans la zone commerciale de Terre Blanche.
La ville est équipée d'un aérodrome dans le quartier de Gandalou. De l'aéronautisme amateur y est pratiqué. Par ailleurs, cet aérodrome a, dans le futur, vocation à devenir un aéroport commercial pour vols moyen courrier low cost.

### Cultes

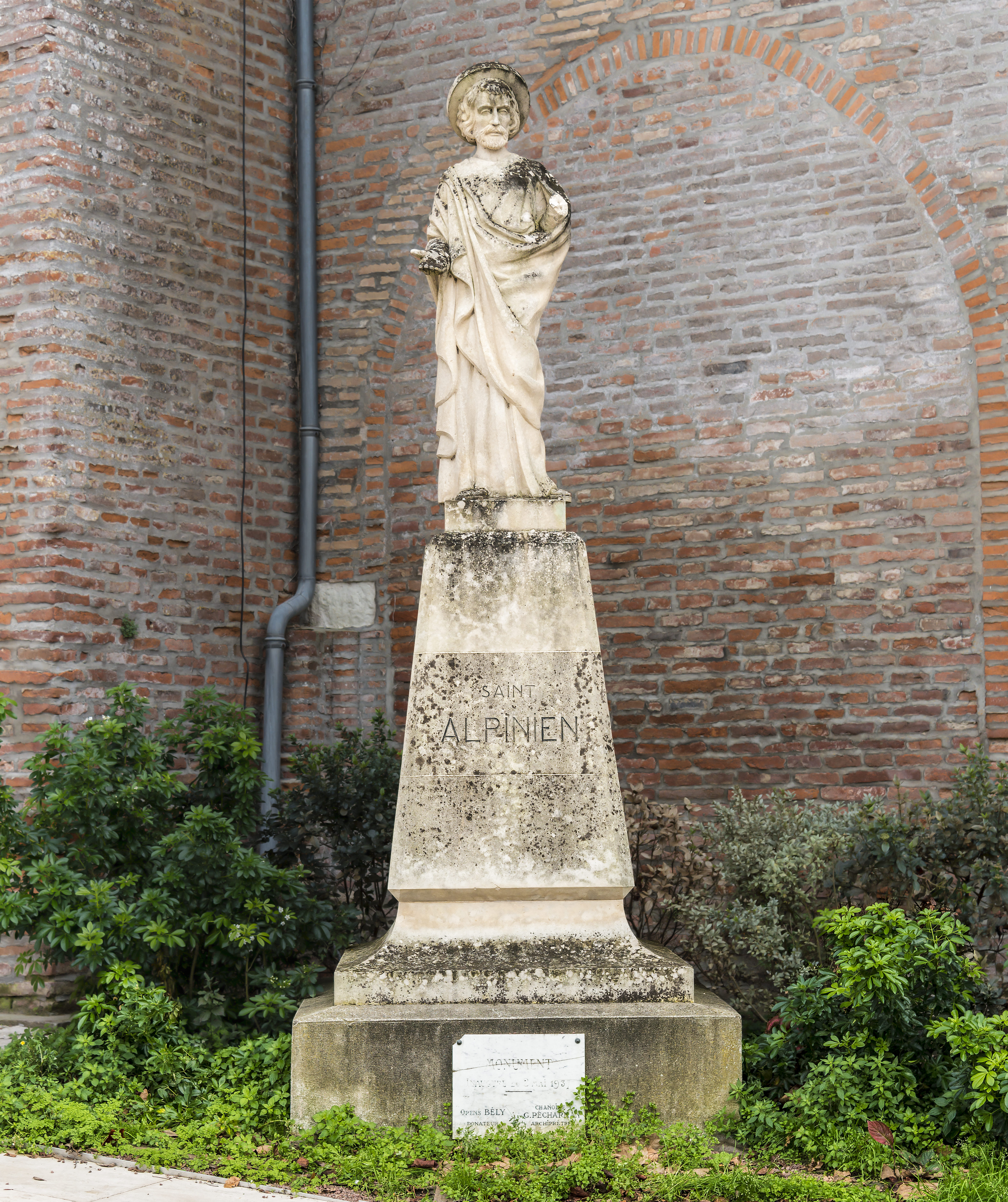
Saint Alpinien

Les principaux cultes ont des lieux dédiés à travers la ville. L'Église Saint-Sauveur est le principal lieu d'exercice du culte catholique. Il existe également une mosquée pour le culte musulman, et un lieu de culte dédié, pour l’Église évangélique.
- Saint Alpinien est le saint patron de la ville pour l'église catholique; un monument est érigé le long de la façade nord de l'église Saint-Sauveur.

## Économie

### Industrie
L'usine de Castelsarrasin a été un atelier monétaire en 1914 et de 1943 à 1946. Les monnaies qui y furent frappées sont marquées d'un « C » au-dessus de la date. En 1914, il avait été créé un atelier de fortune dans le Sud de la France, en prévision d'un éventuel siège de Paris. Usine française des métaux, l'entreprise est rachetée par le groupe Cégédur, puis Péchiney. À cette date, au début des années 1970, l’entreprise perd au début de la crise de la métallurgie française, la majorité de ses effectifs. À la fin des années 1990, l’unité castelsarrasinoise est rachetée par la multinationale Alcan, et en 2005, par le groupe Rio Tinto. Une autre partie de l'usine a été reprise par le groupe Alcoa.
L'usine de lave et de quartz émaillé (Pyrolave) qui emploie plus d'une centaine de salariés, est leader mondial de l'utilisation de la lave, et 2e dans l'exploitation du quartz. Au départ familiale, l'entreprise a été rachetée, en juin 2008, par le groupe Finalp qui détient Mobalpa tout en demeurant sur le site de Castelsarrasin.
La commune possède aux deux extrémités de son périmètre, deux sites classés « Seveso 2 seuil haut », le plus haut niveau depuis l’accident d’AZF de Toulouse. À la sortie nord de Castelsarrasin, direction Moissac, le site de l'entreprise de dépôt de gaz Butagaz, sur la zone de Barrès 2, suscite de nombreux questionnements avec la future application du dispositif du plan de prévention des risques technologiques (PPRT), qui risque de réduire le développement économique de cette ZAC. La zone intercommunale est d'ailleurs depuis septembre 2009, au cœur d'un imbroglio judiciaire lancé par le sous-préfet Patrick Cousinard qui dénonce les permis de construire de l'entreprise Delrieu. Dans le même temps, il provoque le fort mécontentement des riverains du site qui doivent engager d’importants travaux de mise en sécurité de leur habitation.
De l’autre côté de la ville, c'est le site de ravitaillement et de stockage du service des essences de l'Armée qui est aussi concerné par la même dangerosité.
Depuis le début du XXIe siècle, l'extrémité nord de la ville ne cesse ne se développer. Le maire de la ville, Bernard Dagen, a plusieurs fois exprimé son grand désir de voir se développer « un quartier d'affaires castelsarrasinois » selon ses mots. Après l'implantation relativement massive de grandes enseignes commerciales, cette zone s'apprête à accueillir la construction d'un grand cinéma multiplexe, dans le quartier Terre Blanche. Cela donnera lieu à des expropriations.
Sur le plan ferroviaire, la ville possède une liaison de fret avec Beaumont-de-Lomagne, par le biais de la ligne de Castelsarrasin à Beaumont-de-Lomagne. Autrefois utilisée pour le transport de voyageurs, la ligne n'est désormais utilisée que pour du transport de céréales, et d'essence pour la zone militaire de ravitaillement et de stockage du service des essences de l'Armée.

### Emploi et niveau d'études
Dans la commune, le taux de chômage des 15 à 64 ans au sens du recensement était de 10,4 % en 2008, et de 10,8 % en 2013. En 2018, ce taux est de 12,3 %. Il est donc en augmentation. Le taux de chômage des 15 à 24 ans est de 26,3 %.
Comme dans la plupart des zones périurbaines, les principales catégories socio-professionnelles présentes dans la commune sont les employés, les ouvriers, et les professions intermédiaires.
En 2018, 39 % des 15 à 64 ans de la commune ont au moins un diplôme d'études secondaires, 23 % ont au moins un diplôme universitaire, et 10,6% ont au moins le baccalauréat.
36,5 % de la population ne possède aucun diplôme.

### Zones d'activités économiques et commerciales
Ces quinze dernières années, la ville a connu un développement particulièrement important de ses activités économiques et commerciales, en raison de l'éclosion soudaine dans les années 1990 de zones d'activité commerciales, tout particulièrement au nord de la commune. La ZAC du Barraouet, de l'Artel, de Fleury, et dernièrement de Terre Blanche en sont des exemples emblématiques. À ce jour, la tendance est à une accélération exponentielle de ce développement, notamment avec les ambitieux projets concernant la ZAC de Terre Blanche, même si un jugement du tribunal administratif de Toulouse en date de mars 2015 a annulé la déclaration d'utilité publique de la zone.
Comme c'est le cas dans la grande majorité des communes qui connaissent ce type de développement économique « périphérique », Castelsarrasin connait ces dernières années un coup de mou commercial dans son hyper-centre ville.

### Gastronomie
Le marché au gras de Castelsarrasin demeure l'un des plus réputés de la région Midi-Pyrénées, après ceux du Gers voisins. C'est sous la halle occitane aujourd’hui que se déroule de novembre à avril, ce marché hebdomadaire où les producteurs et éleveurs de tout le département viennent écouler leurs canards, oies, dindons et autres volailles grasses. Malgré les gros efforts de la commune pour maintenir la tradition des concours au gras et des marchés, cette production qui « pourtant ne connaît pas la crise », est en voie de disparition.

### Infrastructures
Une grande salle communale, la salle Jean-Moulin permettent d’accueillir divers événements d'une certaine envergure. Une autre salle, la salle Paul-Descazeaux permet d'accueillir de plus petits événements.
Le stade Adrien-Alary (environ 2 500 places), héberge le club de rugby à XV de la ville, et parfois quelques matchs d'un des deux clubs de football. Il s'inscrit dans un complexe comprenant un gymnase, deux terrains, et une piscine.
Le canal du Midi traverse la ville du nord au sud. Au niveau du centre-ville, le port Jean-Yves-Cousteau permet une assez grande capacité de stationnement pour les plaisanciers. En 2015, un centre technique fluvial a été construit à proximité du port.
Une création signée de l’artiste néerlandais, Ruudt Wackers a été installé sur ce site. Une sculpture représentant un navire en acier rouillé sur laquelle est projeté en continu un jet d'eau qui a fait beaucoup parler, et continue encore d'intriguer les passants.
La ville possède un aérodrome dans le quartier de Gandalou (aérodrome de Castelsarrasin - Moissac) depuis le 22 juin 1935. « Cet aérodrome est au centre d'un projet d'étude visant à en faire à moyen terme un aéroport qui pourrait accueillir des vols low cost et des avions d’affaires ». Un projet qui nécessitera de lourds investissements sur près d'une décennie. En attendant, l’étude diligentée par la communauté de communes de Castelsarrasin-Moissac préconise la reprise en main du site par l'intercommunalité.

### Télécommunications
Castelsarrasin s'est doté d'une boucle de fibre optique d'une longueur de vingt kilomètres pour un budget de 1,6 million d'euros. Il s'agit de la plus longue fibre optique de Tarn-et-Garonne.

## Culture locale et patrimoine
La ville possède un patrimoine important qui participe à son dynamisme touristique.

### Lieux et monuments
- Chapelle de la Compassion du couvent de Castelsarrasin.
- Chapelle de l'hôpital de Castelsarrasin.
- Église de la Visitation de Gandalou. L'édifice est référencé dans la base Mérimée et à l'Inventaire général Région Occitanie[94]. Plusieurs objets sont référencés dans la base Palissy[94].
- Église du couvent des Carmes de Castelsarrasin.
- Église Saint-Martin de Saint-Martin-Belcassé. L'édifice est référencé dans la base Mérimée et à l'Inventaire général Région Occitanie[95].
- Chapelle Orthodoxe Saint-Nicolas d'Ohrid[96].

#### Église Saint-Sauveur
L'église Saint-Sauveur se situe place de la Raison. L'édifice a été inscrit au titre des monuments historiques en 2002. Plusieurs objets sont référencés dans la base Palissy.

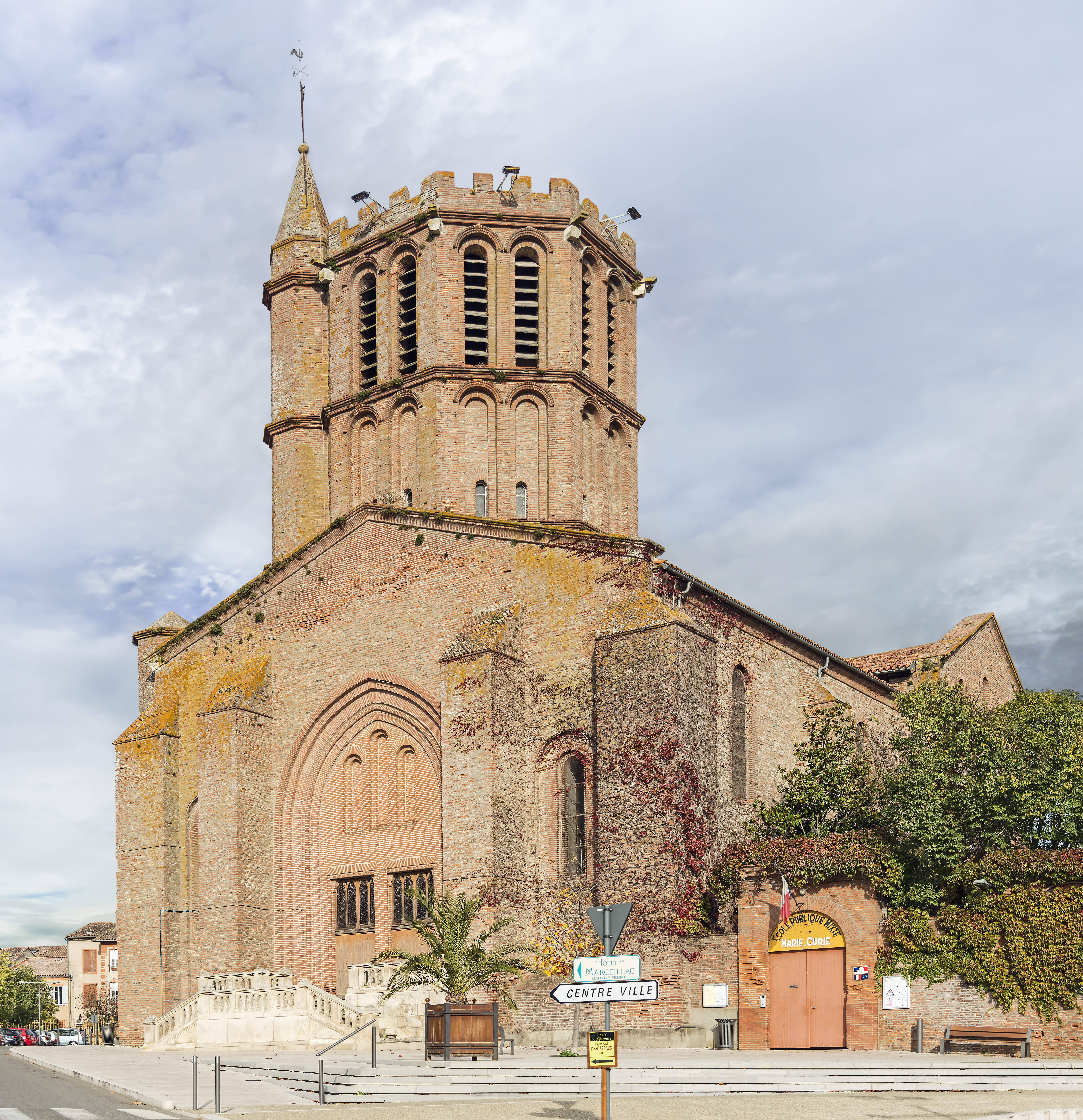
Église Saint-Sauveur.

Mentionnée dès 961, l’église Saint-Sauveur fut reconstruite en 1254, « d’une manière somptueuse ». Elle assura jusqu’en 1626 des fonctions conventuelles (prieuré de l’abbaye de Moissac) et demeura jusqu’à la Révolution de 1789 la plus importante des églises du diocèse Bas-Montauban.
Elle est entièrement bâtie en briques, type même d’architecture du premier gothique avec nef et transept voûtés d’ogives et collatéraux couverts d’un berceau brisé roman.
Elle présente les caractéristiques suivantes :
- clocher-tour de forme octogonale, à deux étages séparés par un cordon extérieur. 32 fenêtres géminées et à plein cintre ;
- mobilier des XVIIe et XVIIIe siècles classé Monument historique. Il se compose de splendides boiseries provenant pour la plupart de l’ancienne abbaye de Belleperche acquises en janvier 1799 et d’autels et anges de marbre ;
- vitraux signés et datés de Joseph Villiet, Louis Gesta et Henri Feur ;
- vitrine présentant divers objets de culte derrière le maître-autel. L’église abrite depuis le XIIIe siècle les reliques du patron de la ville, saint Alpinien, compagnon de saint Martial, évangélisateurs de la province gauloise appelée Aquitaine ;
- boiseries provenant de l’abbaye de Belleperche, acquises en janvier 1799, à savoir :
  - un buffet d’orgue (XVIIIe siècle) dont le thème est l’enseignement musical classé en tant qu'objet comme monument historique[98] ;
  - des stalles du XVIIe siècle. Le chœur n’en abrite que 39 sur les 80 d’origine ;
  - une porte (XVIIIe siècle) représentant certainement des membres de la famille d’Arcombald, fondatrice et bienfaitrice de l’abbaye de Belleperche ;
  - la chaire (XVIIe et XVIIIe siècles) ;
  - les prie-Dieu (XVIIIe siècle) ;
  - la porte (XVIIe siècle) de la sacristie représentant les apôtres Pierre et Paul sculptés en relief de façon tout à fait magistrale.
- marbres :
  - le maître-autel (XVIIIe siècle) tout en marbres polychromes ;
  - les anges adorateurs (XVIIIe siècle) taillés dans un marbre blanc très pur ;
  - l’autel de la chapelle Saint-Alpinien (XVIIIe siècle) composé de marbres polychromes ;
  - les bénitiers (XVIIe et XVIIIe siècles) proviennent certainement de Belleperche.
- autre mobilier :
  - une statue de la Vierge à l’Enfant en bois sculpté fin XVe - début XVIe siècle ;
  - une statue de bois polychrome (XVIIIe siècle) ;
  - une châsse en bois doré (XIXe siècle) contenant les reliques de saint Alpinien ;
  - un pavillon en bois doré (XVIIIe siècle).

#### ÉgliseSaint-Jean
Elle se situe à l'extrémité nord de la rue Paul-Descazeaux.
Les chevaliers de Saint-Jean de Jérusalem sont présents dans la campagne environnante dès le XIIe siècle (église Saint-Jean-des-Vignes). Mentionnée dès 1216 en ville, l’église est reconstruite partiellement en 1515.
- Bâtie de brique, architecture lourde, voûtes d’ogives basses.
- Clocher-tour à deux étages, chacune de ses faces ajourées de deux fenêtres, à plein cintre, deuxième étage surmonté d’une flèche hexagonale à arêtes aux faces ajourées de petites ouvertures en forme de croix de Malte.
- Vitraux de Louis Victor Gesta de Toulouse
- Décoration intérieure réalisée en 1924 par le peintre tarn-et-garonnais Gaillard-Lala. Intéressantes armoiries de personnages locaux.
- Au nord-ouest de l'église une sculpture de Casimir Ferrer, intitulée Le Pélerin

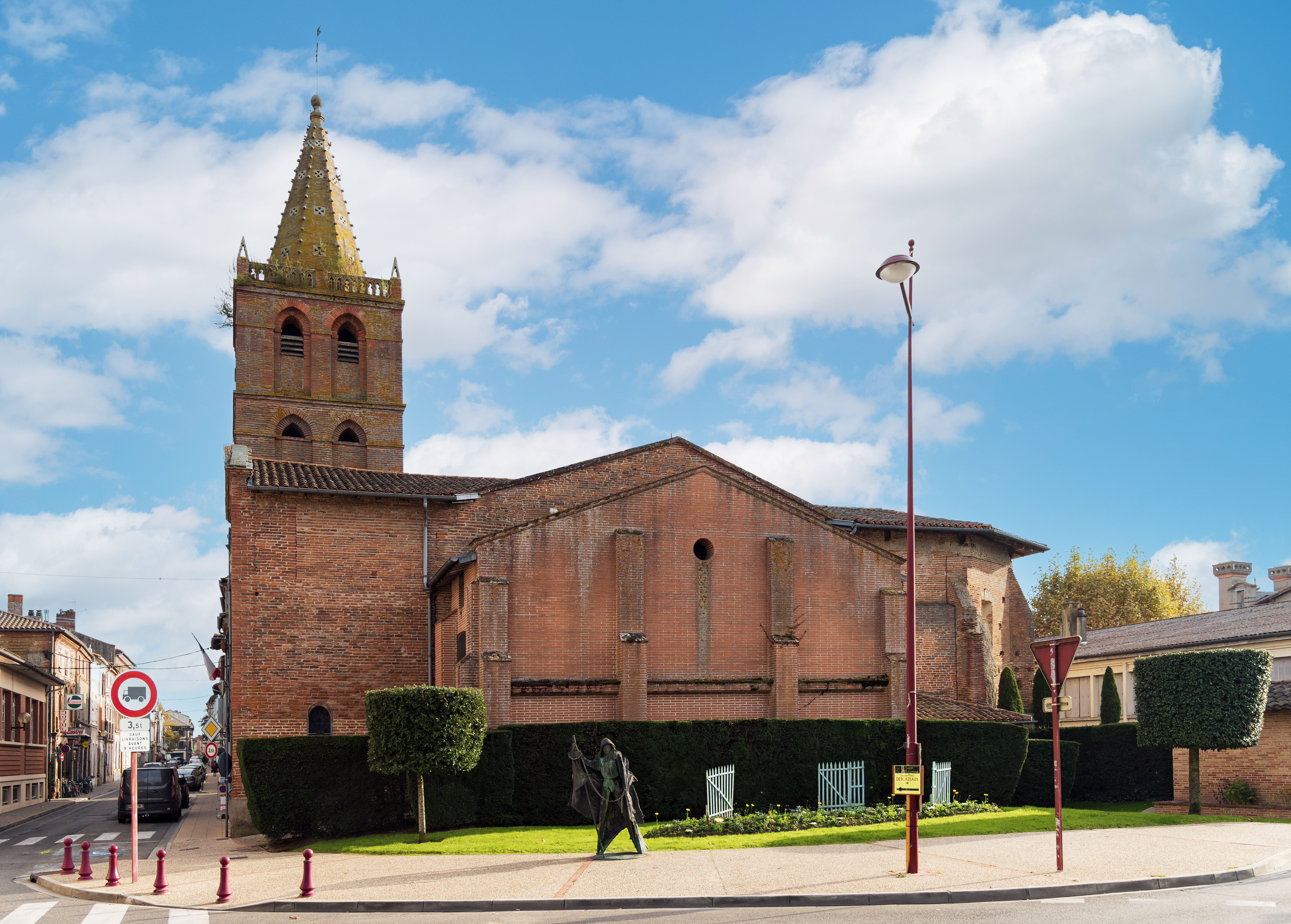
Église Saint-Jean avec la sculpture Le Pélerin de Casimir Ferrer
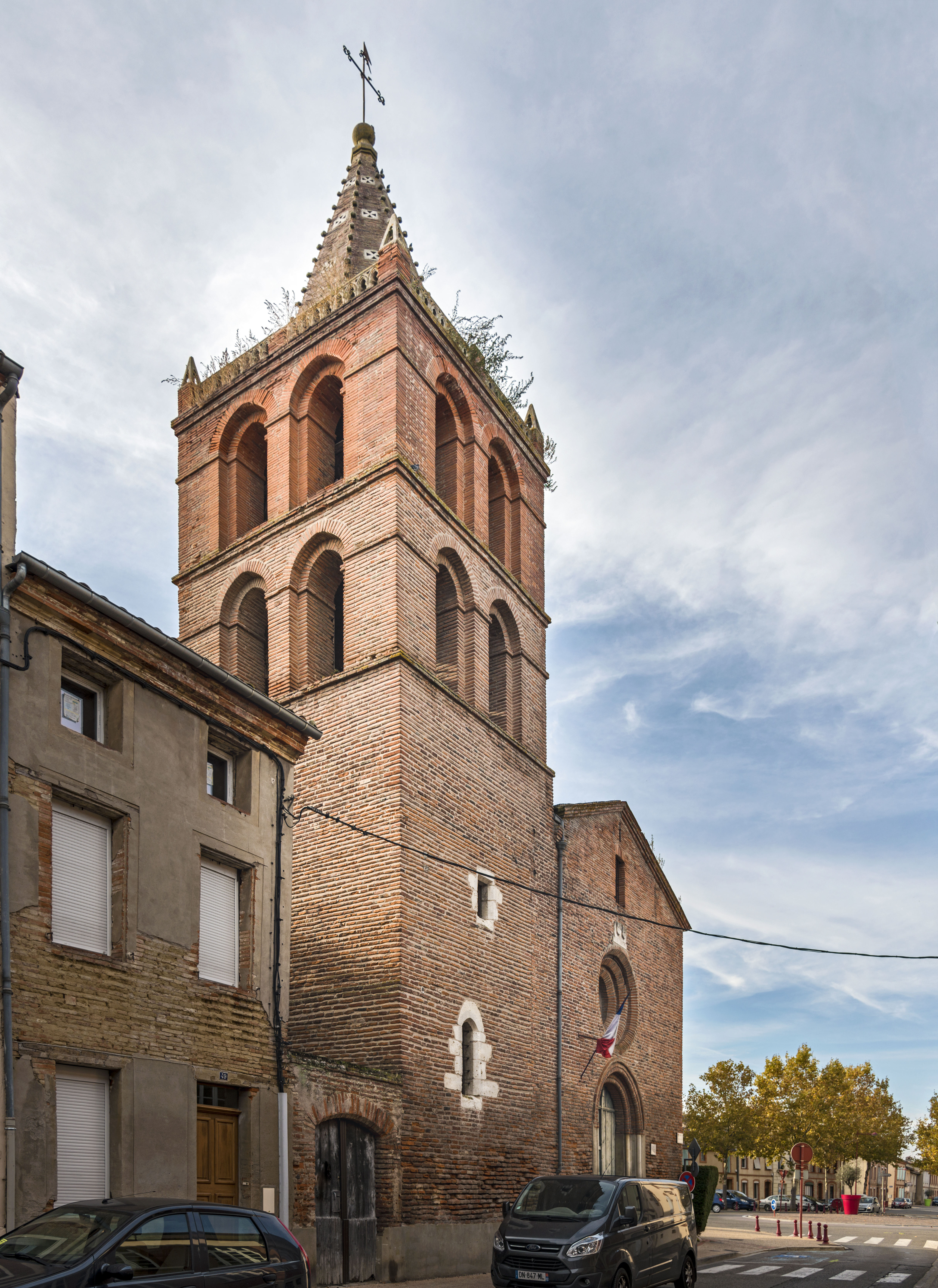
Église Saint-Jean - le clocher

#### ChapelleNotre-Dame-d’Alem
Le premier titre attestant l’existence de cette chapelle date du 7 juin 1210.
De tout temps la renommée de Notre-Dame-d’Alem fut grande. La chapelle a longtemps détourné vers elle les jacobites passant par Toulouse et Moissac. Détruite à trois reprises (guerre de Cent Ans, guerres de Religion et Révolution de 1789), elle est encore aujourd’hui debout.
Elle doit deux de ses résurrections à deux « miracles » :
- le vœu de Sancerre lors de la guerre de Cent Ans. Le maréchal Louis de Sancerre, réfugié dans les ruines de la chapelle, implore la Vierge et promet de rebâtir celle-ci s’il remporte la victoire ;
- le vœu de Galatoire d’Espagne pendant la Révolution. Emprisonné dans le couvent de la Visitation, ce noble, parent d’émigrés promet de rebâtir la chapelle, s’il échappe à la guillotine.

#### Les anciens établissements religieux de la ville
Castelsarrasin comptait cinq établissements religieux. Deux d’entre eux ont été ruinés à la Révolution française :
- le couvent des Dominicaines (1602-1792) à l'emplacement de l’école de musique et de la médiathèque actuelles dont il ne subsiste aucun vestige ;
- le monastère des Capucins (1602-1793) dont il ne subsiste aucun vestige ;
- le monastère des Carmes (1282-1794) à l'emplacement de l’hôtel de ville actuel, de l’ancien tribunal et de l’ancienne gendarmerie.

Vestiges :
Clocher XVIe siècle, en briques, hexagonal à sa base et heptagonal dans ses deux étages supérieurs.
Portail de l’église de la fin XIIIe siècle en plein cintre, encadrée par un long arceau en ogives à trois boudins.
- le couvent des Ursulines (1642-1792) à l'emplacement de la sous-préfecture actuelle.

Vestiges :
Intérieurs : Une galerie du cloître, salles voûtées
Extérieurs : une tour d’angle.
- le prieuré de Saint-Jean (1282-1789) à l'emplacement du couvent et de la chapelle des sœurs de la Compassion.

#### L’hôtel de ville

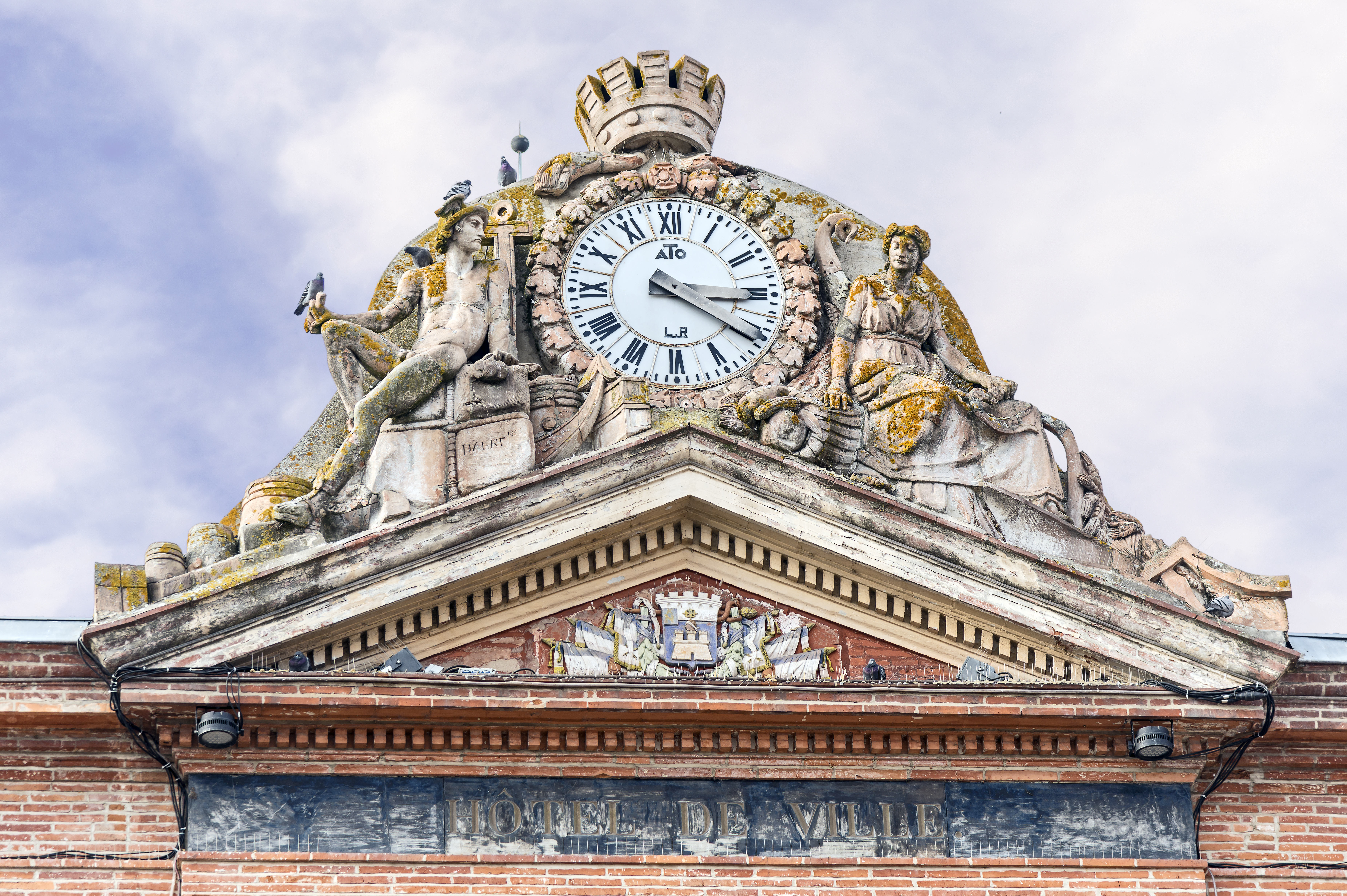
L'horloge Lepaute au fronton de la mairie avec les statues de Minerve et Cérès.

Il se situe place de la Liberté. Il a été construit par l’architecte Rivet en 1827 et possède une horloge éclairante fabriquée par la maison Lepaute à Paris, en 1847 ; cette horloge est encadrée des statues de Minerve (commerce) et Cérès (agriculture), œuvre du sculpteur toulousain Palat.

#### Leport Jacques-Yves-Cousteau
C'est en 1997 que le port Jacques-Yves-Cousteau est créé, le long de l'allée de Verdun, dans le centre-ville de Castelsarrasin. Doté à la base d'une quinzaine de places, le port est agrandi au fil des années, pour porter le nombre de places à 40. En 2016, des travaux d'extension du port, le long du square Aristide-Briand, et de la rue de la Passerelle, font passer la capacité du port à 65 emplacements. Avec en parallèle la construction d'un centre technique fluvial d'une capacité de 140 emplacements, situé près du port, ce port est devenu un des principaux ports du canal de Garonne. C'est un des principaux sites touristiques de Castelsarrasin.

#### Monuments civils
Plusieurs édifices ou rues méritent la visite.
- Maison Renaissance (place de la Liberté), privée

Construite fin XVe début XVIe siècle. Classée monument historique. Fenêtres Renaissance. Sculptures des culots et supports de fenêtres : animal et feuillage.
- Maison italienne ou maison d'Espagne, construite pour la famille d'Espagne au XVIIe siècle et inscrite au titre des monuments historiques. Longtemps laissée à l'abandon[100] et sa tour détruite en 1958, elle a vu sa façade restaurée et sa tour reconstruite en 2010-2011[101].
- Hôtel Marceillac 54 rue de l'Égalité. Hôtel de voyageurs construit de 1909 à 1912 par l'architecte Antonin Maurou. Inscrit aux monuments historiques.
- Hôtel Lamothe-Cadillac (no 6 place Lamothe-Cadillac) Privé.
Dite « maison des Gouverneurs », Antoine de Lamothe-Cadillac, fondateur de Détroit, y vécut de 1723 à 1730. Façade XVIIIe siècle, cour intérieure XVIIe siècle. Plaque commémorative.
- Maison de l’abbé de Prades (9, rue du commandant Châtinières, privée). Maison natale de l’abbé Jean-Martin de Prades, collaborateur à l’Encyclopédie. Construction XVIIIe siècle. Sculptures du portail : masque et guirlandes. Plaque commémorative.
- Maison à colombage (49, rue de la Révolution, privée). Construction XVIe siècle. Façade en pans de bois.
- Rue de la Discrétion. Typique du Moyen Âge. Fenêtres à meneaux début XVIe siècle.
- Rue de la Solitude. Typique du Moyen Âge.
- Monument aux morts, square Aristide-Briand, œuvre du sculpteur toulousain Paul Ducuing, 1920.
- Parc de Clairefont : ce parc est un lieu très fréquenté par les habitants de la ville, surtout lorsque le temps est agréable.

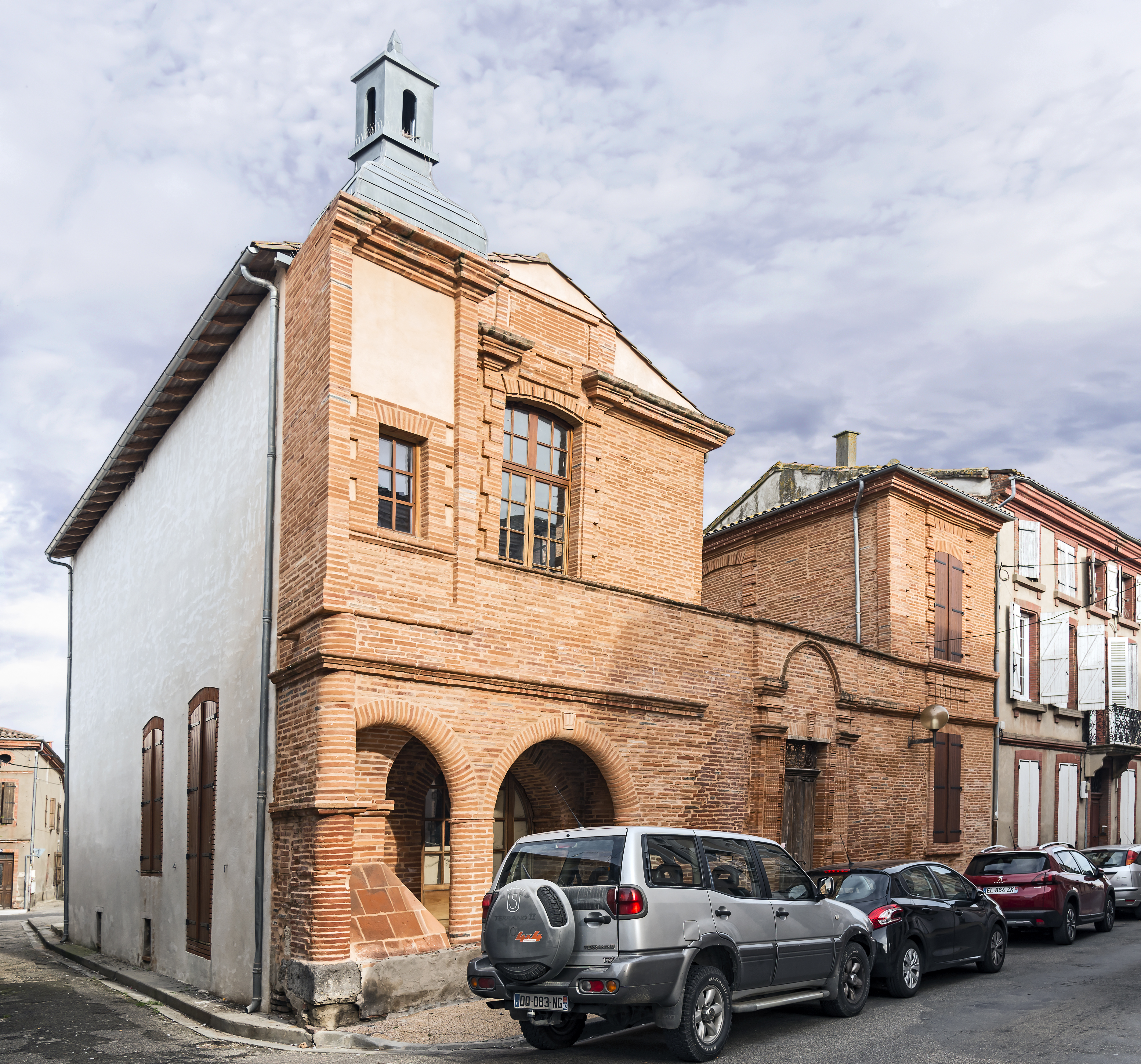
Maison italienne.
Façade de l'hôtel Marceillac.
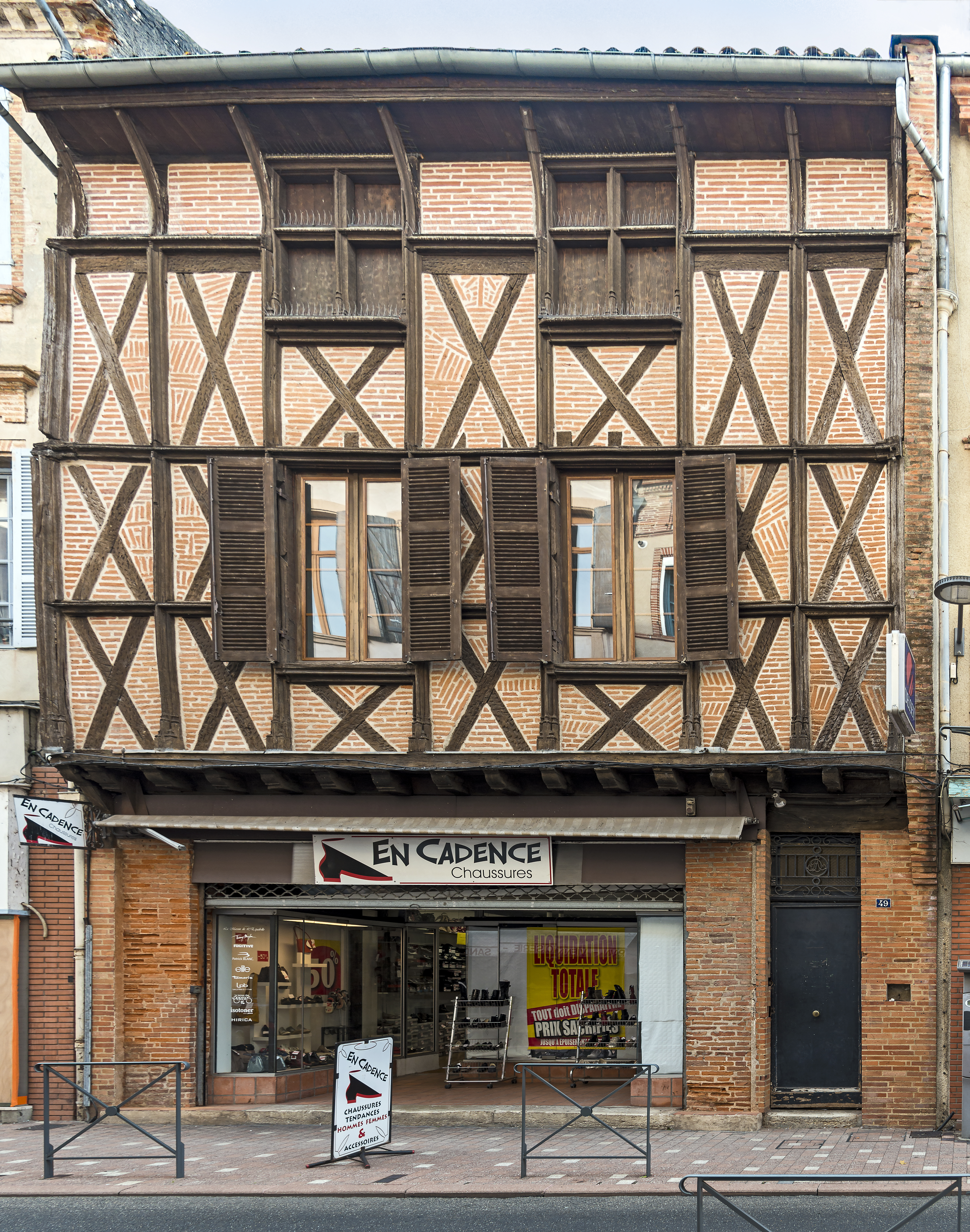
Maison à colombages.

### Castelsarrasin et le cinéma
- Le film Voyance et manigance d’Éric Fourniols avec Dieudonné, Emmanuelle Béart et Anémone a en grande partie été tourné à Castelsarrasin.

### Personnalités liées à la commune
Outre les maires de la commune, plusieurs personnalités sont liées à la commune :
- Antoine de Lamothe-Cadillac (1658-1730), aventurier et visionnaire, mort à Castelsarrasin.
- Jean-Martin de Prades (1720-1782), théologien et encyclopédiste, né à Castelsarrasin.
- Julien-Bernard-Dorothée Mazade-Percin (1756-1823), homme politique, mort à Castelsarrasin.
- Jean-Arnaud-Pascal Raby de Saint-Médard (1758-1833), homme politique né et décédé à Castelsarrasin, député du tiers état aux États généraux de 1789.
- Alexandre Dezos de la Roquette (1784-1868), militaire et géographe, né à Castelsarrasin.
- Charles de Mazade (1820-1893), historien et journaliste, né à Castelsarrasin.
- Henri Rieunier (1833-1918), amiral et homme politique, né à Castelsarrasin.
- Henri Pottevin (1865-1928), médecin, biologiste et homme politique. Il fut maire de Castelsarrasin.
- Jean Antonin Delzers (1873-1943), dessinateur, graveur de timbres et enseignant, né à Castelsarrasin.
- Frédéric Cayrou (1879-1958), homme politique, félibre à Castelsarrasin.
- Gaston Bénac (1881-1968), journaliste sportif, né à Castelsarrasin.
- Paul Chatinières (1884-1928) médecin humaniste.
- Clément Bressou (1887-1979), vétérinaire. Il fut élève au collège, une rue porte son nom.
- Adrien Alary (1897-1982), homme politique, mort à Castelsarrasin.
- Marcel Pérès (1898-1974), acteur de cinéma, né à Castelsarrasin.
- Louis de Guiringaud (1911-1982), diplomate et un homme politique, conseiller municipal de Castelsarrasin.
- Marcel Maurières (1924-2008) journaliste, instituteur et pédagogue, né à Castelsarrasin.
- Pierre Perret (1934), auteur-compositeur-interprète, né à Castelsarrasin, a consacré une chanson en 1976 à sa ville natale : Je suis de Castelsarrasin.
- Pierre Montlaur, (1963-2024), joueur de rugby à XV, né à Castelsarrasin.
- Gil Galasso (1967), maître d'hôtel et professeur de restauration, né à Castelsarrasin.
- Sylvia Pinel (1977), femme politique, candidate non élue de la circonscription.
- Caroline Costa (1996), chanteuse, a grandi à Castelsarrasin.

### Héraldique
| Castelsarrasin | Son blasonnement est : D’azur au château donjonné de trois tours d’argent, maçonné de sable, au chef cousu de gueules chargé d’une croisette cléchée, vidée et pommetée de douze pièces d’or. |